# レニー・ベガ
レニー・ビセンテ・ベガ・エルナンデス（スペイン語: Renny Vicente Vega Hernández、スペイン語発音: [ˈreni ˈβeɣa erˈnandeθ]、1979年7月4日 - ）は、ベネズエラの元サッカー選手。元ベネズエラ代表。現役時代のポジションはGK。
ベネズエラ代表として10年以上の出場経験があり、コパ・アメリカ2011で同国代表が4位を獲得する快挙を成し遂げた際のメンバーの一員である。彼のゴールキーパーとしての能力はリチャルド・パエス監督やセサル・ファリアス監督の下でも認められ、ベネズエラ代表の近年の躍進の中心選手となった。

## クラブ歴
1997年にイタリアのウディネーゼ・カルチョの下部組織に入団。しかし1998年にベネズエラに帰国、ナシナオル・タチラの下部組織に加入した。ここで2年過ごした後、再びウディネーゼの下部組織に入った。
2001年にデポルティーボ・イタルチャカオで選手となった後、デポルティーボ・タチラFC、カラカスFC、アラグアFCに在籍、国内を転々とした。そして2006年にカラボボFCに移籍、29試合に出場した。
2007年には代表とクラブ双方での活躍が認められ、トルコのブルサスポルに移籍した。22試合に出場、正GKとして活躍した。その後、デニズリスポルに移籍したものの、出場機会は少なかった。
2009年1月、ベネズエラに帰国し同国の強豪であるカラカスFCに復帰。プリメーラ・ディビシオン・デ・ベネズエラ、コパ・ベネズエラ双方を制する活躍を見せた。コパ・リベルタドーレス2010にも出場したものの、ここでは振るわずグループリーグ再開の勝ち点2で敗退。しかしながらリーグでは相変わらず好調であり、プリメーラ・ディビシオンを連覇、コパ・リベルタドーレス2011の出場権を獲得した。
2012年2月13日、プリメーラ・ディビシオン・デ・チレのCSDコロコロとカラカスFCは10万米ドルでシーズンのレンタル移籍の契約に合意、これは1月16日にエスタディオ・モヌメンタル・ダビド・アレジャーノで行われた報道会議から始まった交渉であった。ただ、正GKのフランシスコ・プリエトが好調なパフォーマンスを見せ、当初は出番が無かった。しかしウニベルシダ・デ・チレに5-0の大敗、これによって監督のイボ・バサイが辞任となると、5月5日のウニオン・サン・フェリペ戦で出場、このホームゲームを1-0の勝利とした。代理監督のルイス・ペレス・ムニョスの下では先発したもののサン・フェリペ戦以来5戦勝利無しが続き、6月24日にはウニベルシダ・デ・チレにまたも4-0の大敗を喫した。
その後、カラカスFCに復帰、デポルティーボ・ラ・グアイラを経てポルトガルのウニオン・マデイラに加入したものの出場機会は乏しく、デポルティーボ・アンソアテギに加入した。

## 代表歴
1998年にプリメーラ・ディビシオンのユース年代で最優秀のゴールキーパーとして名を馳せ、コパ・アメリカ1999のベネズエラ代表にホセ・オマール・パストリーサ監督の下選ばれた。1999年7月30日のブラジル代表戦で初出場を果たしたものの、7-0で大敗。この試合ではロナウジーニョがホセ・マヌエル・レイの頭上を通るドリブルを見せる活躍を見せた。
その後コパ・アメリカ2001の際にはリチャルド・パエス監督の下招集されたものの、出場機会は無かった。この後代表出場が出来ない年が続いたが、2007年6月にはコパ・アメリカ2007のメンバーに選出された。
2010 FIFAワールドカップ・南米予選ではエスタディオ・オリンピコ・アタウアルパで行われたエクアドル代表戦で初出場、この試合が最も高パフォーマンスであった。その後はアルゼンチン代表戦でガブリエル・ミリートとリオネル・メッシのFCバルセロナコンビに得点を奪われ、その後のボリビア代表、コロンビア代表戦ではレオナルド・モラレスに正GKの座を奪われた。その後ウルグアイ代表戦で出場、ディエゴ・ルガーノのヘディングで1点を奪われ、1-1のアウェーでのドローという結果になった。2008年10月12日のブラジル代表戦では4失点、翌年にはアルゼンチン代表戦でも4失点と、この時期は全く振るわなかった。
2010 FIFAワールドカップ・南米予選の最終節、2009年10月14日のブラジル代表戦ではフル出場を果たした。ブラジル代表はネイマールやアレシャンドレ・パト、ロビーニョと云った攻撃陣を擁していたが、彼の好調さとクロスバーに救われてベネズエラ代表はこの試合を0-0の引分に持ち込んだ。この試合の後に彼は「ビックチームも楽じゃないね、全試合で相手をボコさなきゃいけないんだから。」と述べた。
コパ・アメリカ2011に先立って行われた親善試合では3戦中2戦に出場、グアテマラ代表戦では2-0の勝利、スペイン代表戦では2回の彼のミスも相俟って3-0の敗北という結果を残した。
コパ・アメリカ2011のグループステージ最終戦となったパラグアイ代表戦では劇的な3-3の引分となり、決勝ラウンド進出が決まった。85分の時点で3-1と敗れていたベネズエラ代表であったが、ニコラス・フェドールが89分に点数を入れると同点に持ち込む機運が出来、93分に彼がコーナーキックを蹴り、グレンディ・ペロソが頭で合わせて同点に持ち込み試合終了となった。その後準決勝で再びパラグアイ代表と対戦し、0-0のPK戦に縺れ込んだものの5-3で敗北、続く3位決定戦でペルー代表に敗れたものの、4位という結果をこの大会で残すのに貢献した。

## 個人成績
2016年5月30日現在

### クラブ
| 国内大会個人成績 | 国内大会個人成績 | 国内大会個人成績 | 国内大会個人成績 | 国内大会個人成績                     | 国内大会個人成績 | 国内大会個人成績 | 国内大会個人成績 | 国内大会個人成績 | 国内大会個人成績 | 国内大会個人成績 | 国内大会個人成績 |
| 年度             | クラブ           | 背番号           | リーグ           | リーグ戦                             | リーグ戦         | リーグ杯         | リーグ杯         | オープン杯       | オープン杯       | 期間通算         | 期間通算         |
| 年度             | クラブ           | 背番号           | リーグ           | 出場                                 | 得点             | 出場             | 得点             | 出場             | 得点             | 出場             | 得点             |
| ベネズエラ       | ベネズエラ       | ベネズエラ       | ベネズエラ       | リーグ戦                             | リーグ戦         | リーグ杯         | リーグ杯         | オープン杯       | オープン杯       | 期間通算         | 期間通算         |
| ---------------- | ---------------- | ---------------- | ---------------- | ------------------------------------ | ---------------- | ---------------- | ---------------- | ---------------- | ---------------- | ---------------- | ---------------- |
| 2006-07          | カラボボ         |                  | プリメーラ       | 29                                   | 0                | -                | -                | -                | -                | 29               | 0                |
| トルコ           | トルコ           | トルコ           | トルコ           | リーグ戦                             | リーグ戦         | トルコ杯         | トルコ杯         | オープン杯       | オープン杯       | 期間通算         | 期間通算         |
| 2007-08          | ブルサスポル     |                  | スュペル         | 22                                   | 0                | 0                | 0                | -                | -                | 22               | 0                |
| 2008-09          | デニズリスポル   |                  | スュペル         | 1                                    | 0                | 0                | 0                | -                | -                | 1                | 0                |
| ベネズエラ       | ベネズエラ       | ベネズエラ       | ベネズエラ       | リーグ戦                             | リーグ戦         | リーグ杯         | リーグ杯         | オープン杯       | オープン杯       | 期間通算         | 期間通算         |
| 2008-09          | カラカス         |                  | プリメーラ       | 8                                    | 0                | -                | -                | -                | -                | 8                | 0                |
| 2009-10          | カラカス         |                  | プリメーラ       | 27                                   | 0                | -                | -                | 13               | 0                | 40               | 0                |
| 2010-11          | カラカス         |                  | プリメーラ       | 31                                   | 0                | -                | -                | 1                | 0                | 32               | 0                |
| 2011-12          | カラカス         |                  | プリメーラ       | 14                                   | 0                | -                | -                | -                | -                | 14               | 0                |
| チリ             | チリ             | チリ             | チリ             | リーグ戦                             | リーグ戦         | リーグ杯         | リーグ杯         | オープン杯       | オープン杯       | 期間通算         | 期間通算         |
| 2012             | コロコロ         |                  | プリメーラ       | 13                                   | 0                | -                | -                | 2                | 0                | 15               | 0                |
| ベネズエラ       | ベネズエラ       | ベネズエラ       | ベネズエラ       | リーグ戦                             | リーグ戦         | リーグ杯         | リーグ杯         | オープン杯       | オープン杯       | 期間通算         | 期間通算         |
| 2012-13          | カラカス         |                  | プリメーラ       | 6                                    | 0                | -                | -                |                  |                  |                  |                  |
| 2013-14          | ラ・グアイラ     |                  | プリメーラ       | 35                                   | 0                | -                | -                |                  |                  |                  |                  |
| 2014-15          | ラ・グアイラ     |                  | プリメーラ       | 22                                   | 0                | -                | -                |                  |                  |                  |                  |
| ポルトガル       | ポルトガル       | ポルトガル       | ポルトガル       | リーグ戦                             | リーグ戦         | ポルトガル杯     | ポルトガル杯     | 期間通算         | 期間通算         |                  |                  |
| 2015-16          | ウニオン         |                  | プリメイラ       | 1                                    | 0                | 1                | 0                | 1                | 0                | 3                | 0                |
| ベネズエラ       | ベネズエラ       | ベネズエラ       | ベネズエラ       | リーグ戦                             | リーグ戦         | リーグ杯         | リーグ杯         | オープン杯       | オープン杯       | 期間通算         | 期間通算         |
| 2016             | アンソアテギ     | 1                | プリメーラ       | 15                                   | 0                | -                | -                |                  |                  |                  |                  |
| 通算             | ベネズエラ       | ベネズエラ       | プリメーラ       | \|\|\|\|colspan=2\|-\|\|\|\|\|\|\|\| |                  |                  |                  |                  |                  |                  |                  |
| 通算             | トルコ           | トルコ           | スュペル         | 23                                   | 0                | 0                | 0                | -                | -                | 23               | 0                |
| 通算             | チリ             | チリ             | プリメーラ       | 13                                   | 0                | -                | -                | 2                | 0                | 15               | 0                |
| 通算             | ポルトガル       | ポルトガル       | プリメイラ       | 1                                    | 0                | 1                | 0                | 1                | 0                | 3                | 0                |
| 総通算           | 総通算           | 総通算           | 総通算           | \|\|\|\|1\|\|0\|\|\|\|\|\|\|\|       |                  |                  |                  |                  |                  |                  |                  |

### 代表
| ベネズエラ代表 | ベネズエラ代表 | ベネズエラ代表 |
| 年             | 出場           | 得点           |
| -------------- | -------------- | -------------- |
| 1999           | 6              | 0              |
| この間出場無   |                |                |
| 2006           | 7              | 0              |
| 2007           | 12             | 0              |
| 2008           | 9              | 0              |
| 2009           | 9              | 0              |
| 2010           | 1              | 0              |
| 2011           | 12             | 0              |
| 2012           | 3              | 0              |
| 2013           | 2              | 0              |
| 計             | 66             | 0              |

## タイトル

### クラブ
カラカスFC
- プリメーラ・ディビシオン・デ・ベネズエラ:2008-09, 2009-10
- コパ・ベネズエラ: 2009

### 代表
- コパ・アメリカ:

4位: 2011